# 湯浅十郎
湯浅 十郎（ゆあさ じゅうろう、1895年（明治28年）1月24日 - 1981年（昭和56年）6月26日）は、ブラジル・ホーリネス教団の牧師である。
湯浅治郎、湯浅初子の子供として生まれる。同志社中学に学び、1910年（明治43年）に原田助から洗礼を受ける。1913年に第三高等学校に入学する。また、東京神学社で学ぶ。
1915年（大正4年）、日本ホーリネス教会の田辻敏子の指導を受けて、同教会に転入する。1919年（大正8年）に辻静子と結婚する。純、敬が生まれる。
1929年（昭和4年）に中田重治監督と共に、ブラジル伝道に行き、先に派遣されていた物部赳夫に会う。湯浅は一家でブラジルに永住することになる。
サンパウロ州リンス市に赴任し、物部と共に教会を設立し、湯浅が牧師に就任する。サントス、サンパウロ、ボスケの教会の牧師を歴任する。
1934年日本ホーリネス教会から、ブラジル福音ホーリネス教団が独立する。教団の委員長になる。以後、50年間中心的な役割を担う。